# Сен-Фьель
Сен-Фьель (фр. Saint-Fiel) — коммуна во Франции, находится в регионе Лимузен. Департамент коммуны — Крёз. Входит в состав кантона Гере-Северный. Округ коммуны — Гере.
Код INSEE коммуны — 23195.

## Население
Население коммуны на 2010 год составляло 948 человек.
| 1962 | 1968 | 1975 | 1982 | 1990 | 1999 | 2010 |
| ---- | ---- | ---- | ---- | ---- | ---- | ---- |
| 429  | 403  | 492  | 548  | 709  | 769  | 948  |

## Экономика
В 2010 году среди 621 человека трудоспособного возраста (15—64 лет) 488 были экономически активными, 133 — неактивными (показатель активности — 78,6 %, в 1999 году было 75,1 %). Из 488 активных жителей работали 468 человек (241 мужчина и 227 женщин), безработных было 20 (7 мужчин и 13 женщин). Среди 133 неактивных 47 человек были учениками или студентами, 62 — пенсионерами, 24 были неактивными по другим причинам.